# Dunia Engine
Il Dunia Engine è un motore grafico sviluppato da Kirmaan Aboobaker per la Crytek, basato sul CryEngine. Utilizzato per la prima volta con Far Cry 2, subì notevoli cambiamenti dopo l'acquisto da parte della Ubisoft.

## Versioni

### Dunia Engine
Essendo basato sul CryEngine già la prima versione del Dunia era notevolmente avanzata. Infatti, come è stato possibile notare in Far Cry 2, il motore grafico era in grado di usufruire di tecnologie come HDRI e Radiosity. In Far Cry 2, il Dunia, è stato sfruttato al massimo anche per rendere realistico il cambiamento del clima, ma soprattutto il fuoco e la sua propagazione sulla steppa dello scenario di gioco; propagazione che subisce, per l'appunto, variazioni in base alle condizioni climatiche.
Il Dunia è stato progettato per funzionare ai minimi livelli con le DirectX9, tuttavia è in grado di fornire prestazioni notevolmente migliori con le DirectX10.

### Dunia Engine 2
La seconda versione del Dunia è apparsa in Far Cry 3. Far Cry 3 utilizza una versione migliorata e rimodernata del motore grafico, il Dunia Engine ed ha visto l'utilizzo di una tecnologia totalmente nuova per la gestione dell'acqua; elemento essenziale nel gioco. D'altra parte, il Dunia Engine 2, ha fatto uso anche di motion capture per rendere molto più realistiche le espressioni dei personaggi, rispetto alla precedente versione del motore dove questa tecnologia era totalmente assente.
Come la prima versione del motore, anche il Dunia Engine 2 è in grado di funzionare con le DirectX9, ma è stato concepito per l'ottimizzazione con le DirectX10 e DirectX11.

## Videogiochi sviluppati con Dunia Engine

### Dunia
- Far Cry 2 (2008)
- James Cameron's Avatar: Il gioco (2009)

### Dunia 2
- Far Cry 3 (2012)
- Far Cry 3: Blood Dragon (2013)
- Far Cry 4 (2014)
- Far Cry Primal (2016)

### Dunia Engine
- Far Cry 5 (2018)
- Far Cry New Dawn (2019)
- Far Cry 6 (2021)